# Okres Bytča
Bytča is een district (Slowaaks: Okres) in de Slowaakse regio Žilina. De hoofdstad is Bytča. Het district bestaat uit 1 stad (Slowaaks: Mesto) en 11 gemeenten (Slowaaks: Obec).

## Steden
- Bytča

## Lijst van gemeenten
| - Hlboké nad Váhom - Hvozdnica - Jablonové - Kolárovice | - Kotešová - Maršová-Rašov - Petrovice - Predmier | - Súľov-Hradná - Štiavnik - Veľké Rovné |

Okres Bytča · Okres Čadca · Okres Dolný Kubín · Okres Kysucké Nové Mesto · Okres Liptovský Mikuláš · Okres Martin · Okres Námestovo · Okres Ružomberok · Okres Turčianske Teplice · Okres Tvrdošín · Okres Žilina